# Culteranismo
Denomina-se culteranismo ou cultismo o aspecto do barroco voltado para o jogo de palavras, para o rebuscamento da forma, para a ornamentação estilística, para o preciosismo lingüístico, para a erudição minuciosa. Retrata-se a realidade de modo indireto, realçando mais a maneira de representar que propriamente o apresentado. Constitui o aspecto sensual do Barroco, voltado para a descrição do mundo por meio das sensações (analogias sensoriais = metáforas), num estado de verdadeiro delírio cromático, apoiado em sugestões intensivas de cores e de sons. Esse processo de identificação (ilusória, sensorial, não-racional) apoia-se nos jogos de palavras, nos trocadilhos, nos enigmas, nas metáforas e nas perífrases ou circunlóquios (torneio em redor do termo próprio e adoção de muitas palavras para evitá-lo).  O abuso artificioso da fantasia no campo psicológico da representação sensível faz do poeta gongórico um verdadeiro alquimista, que busca extrair do real uma natureza supranatural, imaterial e arbitrária.
O aspecto exterior, imediatamente perceptível, no Barroco cultista ou gongórico (de Luis de Góngora, poeta espanhol que cultivou o estilo), é o abuso no emprego de figuras de linguagem.

Cultismo:
- Busca da perfeição formal num estilo rebuscado
- Utilização contínua de neologismos
- Metáforas arrojadas e hipérbatos(inversões sintáticas) freqüentes
- É descritivo.
 Hipertrofia da dimensão sensorial. Tendência a rebuscar a linguagem, deixá-la rica e tortuosa. Espetáculo para os sentidos que obscurece o entendimento. 